# Глухов Юрій Валерійович
Ю́рій Вале́рійович Глу́хов (нар. 12 листопада 1993 — пом. 5 вересня 2014) — солдат 30-ї окремої механізованої бригади Збройних сил України, учасник російсько-української війни.

## Життєвий шлях
Народився 1993 року в місті Новоград-Волинський (Житомирська область). Закінчив Новоград-Волинську ЗОШ № 9, Новоград-Волинський промислово-економічний технікум. Військовослужбовець військової служби за контрактом, навідник-оператор механізованого батальйону, 30-та окрема механізована бригада.
31 серпня 2014 року під час бойових дій при виході з оточення Юрій зазнав поранення. Військовослужбовця доставили в Харківський військовий госпіталь, де він перебував у важкому стані. 5 вересня серце Юрія зупинилося.
Похований 9 вересня 2014-го в Новограді-Волинському.
Без Юрія лишились мама та молодший брат.

## Нагороди та вшанування
За особисту мужність і героїзм, виявлені у захисті державного суверенітету та територіальної цілісності України, вірність військовій присязі під час російсько-української війни, відзначений — нагороджений
- 15 травня 2015 року — орденом «За мужність» III ступеня (посмертно)[1]
- у Новограді-Волинському існує вулиця Юрія Глухова
- Його портрет розміщений на меморіалі «Стіна пам'яті полеглих за Україну» у Києві: секція 4, ряд 2, місце 25
- Почесний громадянин міста Звягеля (2020; посмертно)[2]
- Вшановується в меморіальному комплексі «Зала пам'яті», в щоденному ранковому церемоніалі 5 вересня[3]